# Neptunium-237
Neptunium-237 of 237Np is een onstabiele radioactieve isotoop van neptunium, een actinide en transuraan element. De isotoop komt van nature niet op Aarde voor. Neptunium-237 is een synthetisch nuclide met een grote halveringstijd van 2,1 miljoen jaar.

## Radioactief verval
De neptunium-237 isotoop vervalt vrijwel volledig met alfaverval tot de radio-isotoop protactinium-233:
{\displaystyle {\ce {{^{237}_{93}Np}->{^{233}_{91}Pa}+\,_{2}^{4}\alpha }}}
Naast α-verval vervalt een zeer kleine fractie van 2 × 10−10% door spontane splijting.
Daarnaast vervalt een nog kleinere fractie van 4 × 10−12% via clusterverval naar thallium-207 en magnesium-30:
{\displaystyle {\ce {^237_93Np -> ^207_81Tl + ^30_12Mg}}}
219Np · 220Np · 221Np · 222Np · 223Np · 224Np · 225Np · 226Np · 227Np · 228Np · 229Np · 230Np · 231Np · 232Np · 233Np · 234Np · 235Np · 236Np · 236mNp · 237Np · 238Np · 238mNp · 239Np · 240Np · 240mNp · 241Np · 242Np · 242mNp · 243Np · 244Np · 245Np